# Pseudomyrmex alvarengai
Pseudomyrmex alvarengai är en myrart som beskrevs av Kempf 1961. Pseudomyrmex alvarengai ingår i släktet Pseudomyrmex och familjen myror. Inga underarter finns listade i Catalogue of Life.

## Bildgalleri

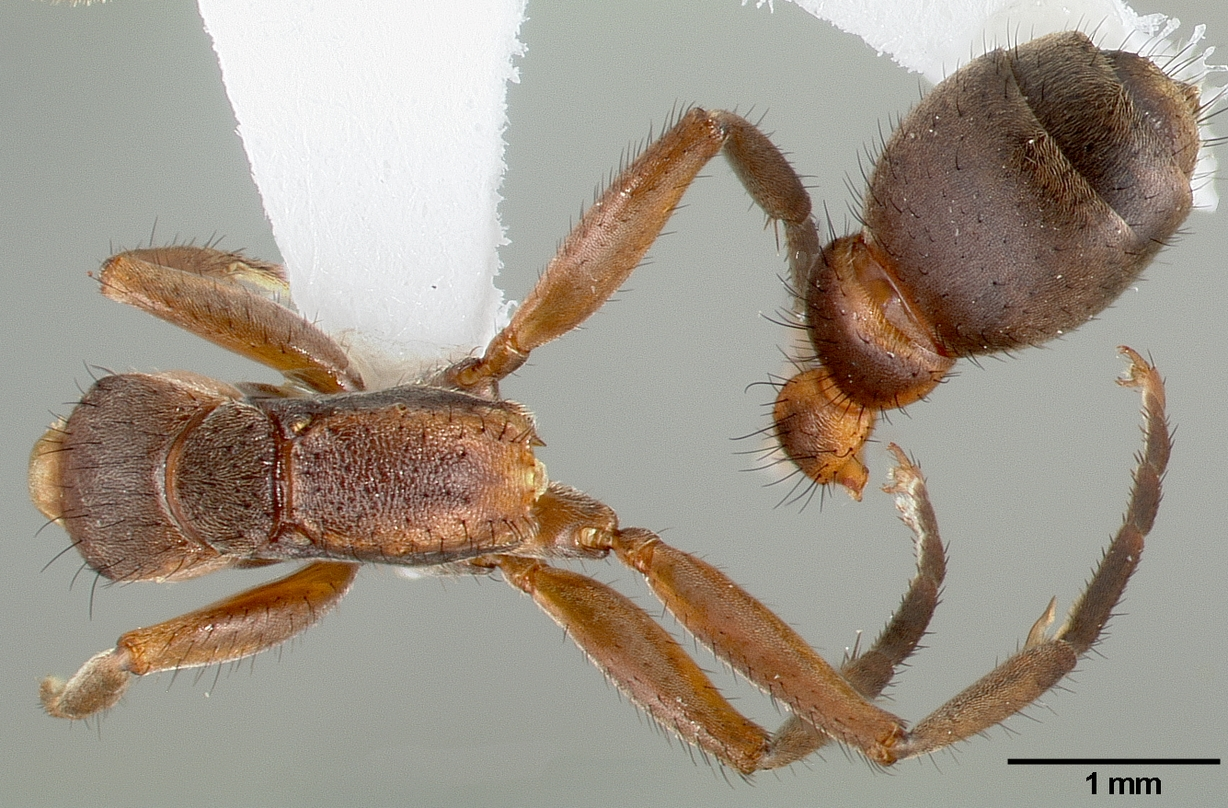
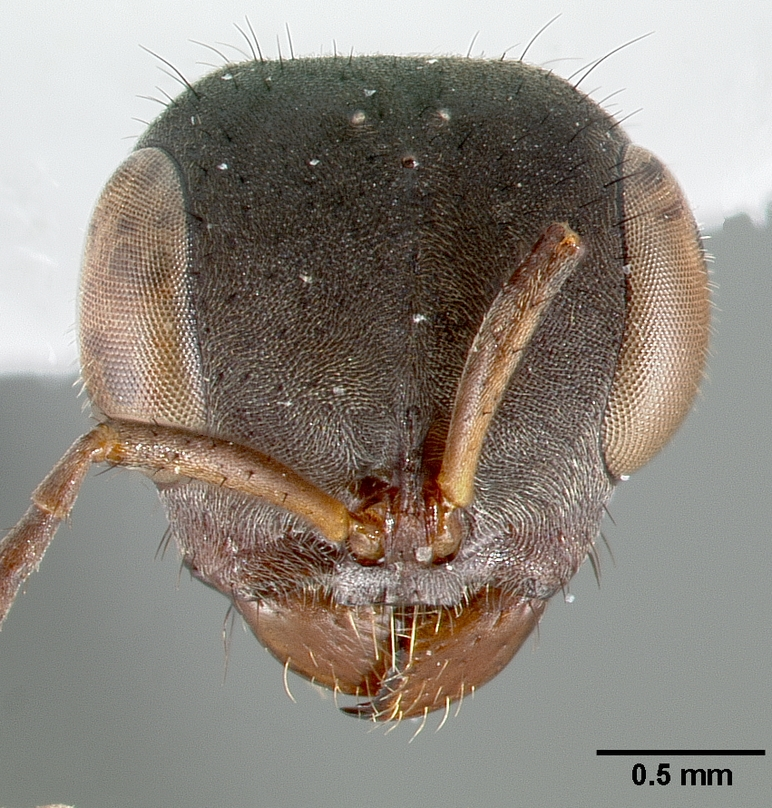
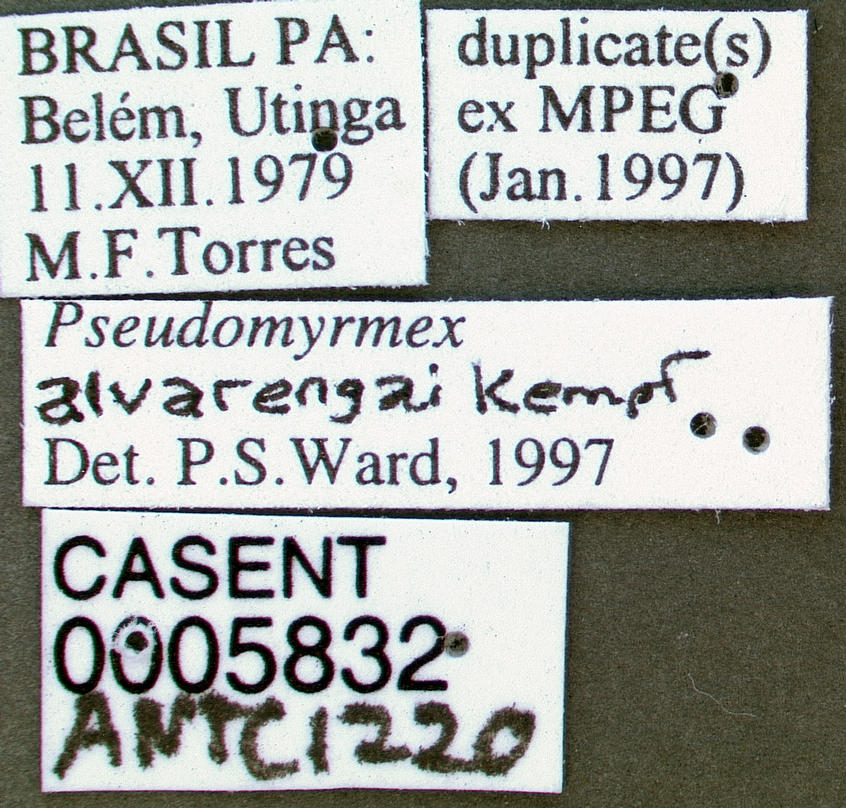
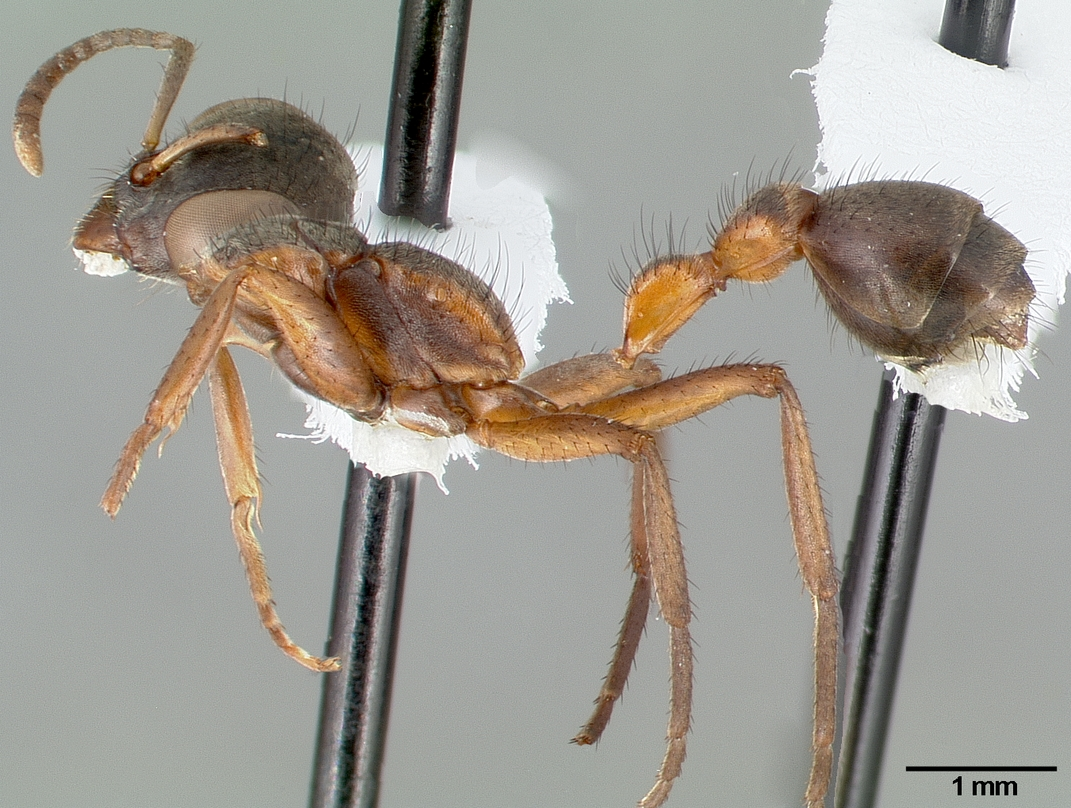